# Lucanus sericeus teshii
Lucanus sericeus teshii es una subespecie de coleóptero de la familia Lucanidae.

## Distribución geográfica
Habita en Tailandia.